# Ійоліт
Ійоліт (рос. ийолит, англ. ijolite, нім. ljolith m) — безполевошпатова, мезократова магматична гірська порода.

## Етимологія та історія
Слово Ійоліт походить від першого складу фінських слів, таких як Iivaara, Iijoki, поширених як географічні назви у Фінляндії, і давньогрецького Xiflos, камінь. Ійоліт зустрічається в різних частинах регіону Кайнуу у східній Фінляндії та на Кольському півострові, станом на 2020-ті роки — на північному заході Росії на березі Білого моря. Ійоліт вперше був визначений і названий фінським геологом Вільгельмом Рамзаєм (1865—1928).

## Загальний опис
Ійоліт — мінерал з сімейства плутонічних ультраосновних порід лужного ряду (фоідолітів), що складається з нефеліну (30-70 %), піроксену (70-30 %) і другорядних мінералів (апатит, титаномагнетит, сфен та ін.).
Структура повнокристалічна, від крупно- до дрібнозернистої. Колір темно-сірий. Піроксен, жовтий або зелений, оточений безформними ділянками нефеліну. До акцесорних мінералів породи відносяться апатит, канкриніт, кальцит, титаніт та ііваарит, темно-коричневий титановий різновид меланіт-гранату.
Ійоліт утворює великі масиви, невеликі тіла, дайки.
З ійолітом асоціюють найбільші у світі родовища апатито-нефелінових руд (Кольський півострів); в комплексних масивах з участю ійоліту відомі родовища залізних руд, флогопіту, руд рідкісних металів.
Відомо, що лейцит-авгітова порода, схожа на ійоліт, за винятком того, що містить лейцит замість нефеліну, зустрічається в Шонкін-Крік, поблизу Форт-Бентона, штат Монтана, і називається міссуритом, але тепер розглядається як різновид лейцититу.